# James Addams Beaver

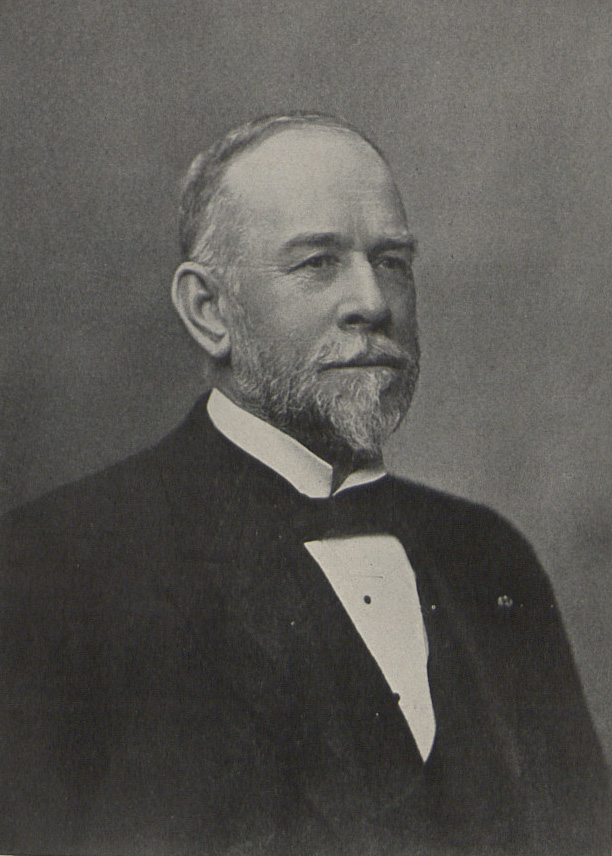
James Addams Beaver, 1908

James Addams Beaver (* 21. Oktober 1837 in Millerstown, Perry County, Pennsylvania; † 31. Januar 1914 in Bellefonte, Pennsylvania) war ein US-amerikanischer Militär und Politiker (Republikanische Partei) und von 1887 bis 1891 der 20. Gouverneur des Bundesstaates Pennsylvania.

## Frühe Jahre und politischer Aufstieg
James Beaver besuchte bis 1856 das Jefferson College in Canonsburg. Nach einem anschließenden Jurastudium wurde er im Jahr 1859 als Rechtsanwalt zugelassen. Während des Bürgerkriegs stieg er in der Armee der Union vom Oberleutnant bis zum Brigadegeneral auf. Er nahm an mehreren Schlachten teil und wurde mehrfach verwundet. Im Jahr 1864 verlor er sein rechtes Bein.
Nach dem Bürgerkrieg war Beaver als Rechtsanwalt tätig. Gleichzeitig wurde er im Jahr 1867 von Gouverneur John White Geary zum Generalmajor der Nationalgarde ernannt. In dieser Eigenschaft wurde er Kommandeur der 5. Division der Garde. Diese Position behielt er bis 1887. Bis 1882 hat er kein politisches Amt angestrebt. Im Jahr 1880 wurde ihm die republikanische Nominierung als Vizepräsidentschaftskandidat angeboten, die er ablehnte. Der an seiner Stelle nominierte Chester A. Arthur wurde später nach der Ermordung von James A. Garfield US-Präsident. 1882 ließ Beaver sich dann von seiner Partei als Kandidat für die Gouverneurswahl aufstellen. Bei den Wahlen unterlag er aber dem Demokraten Robert Pattison. Vier Jahre später durfte Pattison wegen einer Verfassungsklausel nicht direkt wieder kandidieren. Die Republikaner nominierten erneut Beaver, der diesmal zum Gouverneur gewählt wurde.

## Gouverneur von Pennsylvania
James Beaver trat sein neues Amt am 18. Januar 1887 an. In seiner vierjährigen Amtszeit wurden die Straßen im Land ausgebaut und das Schulsystem verbessert. Auch das Haushaltsdefizit wurde reduziert. Beaver trat für einen schonenden Umgang mit der Natur besonders in den Wäldern und bei den Gewässern ein. Er unterstützte die Abstinenzbewegung. Nach einem schweren Hochwasser, das die Stadt Johnstown heimsuchte, sorgte der Gouverneur für eine schnelle Hilfe für die Opfer. Nach dem Ende seiner Amtszeit durfte auch Beaver wegen der Verfassungsklausel nicht direkt wieder kandidieren. Daher musste er am 20. Januar 1891 aus seinem Amt ausscheiden und das Amt an seinen Vorgänger Pattison übergeben, der damit auch sein Nachfolger wurde.
Nach dem Ende seiner Amtszeit wurde Beaver Präsident der Blubacker Coal Company. Von 1895 bis zu seinem Tod im Jahr 1914 war er Richter am Obersten Gerichtshof von Pennsylvania (First Superior Court). James Beaver war mit Mary Allison McAllister verheiratet, mit der er fünf Kinder hatte.